# کلود جرمن جونیور
کلود جرمن جونیور (به انگلیسی: Claude Jarman Jr؛ ۲۷ سپتامبر ۱۹۳۴ – ۱۲ ژانویهٔ ۲۰۲۵) یک بازیگر اهل ایالات متحده آمریکا بود.
از فیلم‌ها یا برنامه‌های تلویزیونی که وی در آنها نقش داشته‌است، می‌توان به ریو گرانده و یک سالگی اشاره کرد.